# خوشتار
خوشتار سازی کمانی رایج در مناطق اویغورنشین در غرب چین است. این ساز ۴ تار دارد که سل، ر، لا و می کوک می‌شوند.